# Liatrinae
 Liatrinae   R.M. King & H. Rob., 1980 è una sottotribù di piante spermatofite dicotiledoni appartenenti alla famiglia delle Asteraceae (sottofamiglia Asteroideae, tribù Eupatorieae).

## Etimologia
Il nome della sottotribù deriva dal suo genere più importante (Liatris) la cui etimologa è incerta. Il nome scientifico è stato definito per la prima volta dai botanici Robert Merrill King (1930-2007) e Harold Ernest Robinson  (1932-) nella pubblicazione  “Phytologia; Designed to Expedite Botanical. 46(7): 447 (1980)”  pubblicata a New York nel 1980.

## Descrizione
L'habitus delle piante di questa sottotribù è formato da erbe erette o piccoli arbusti con foglie basali in rosetta (almeno nelle fasi iniziali). I cicli biologici sono perenni.
Le foglie lungo il caule sono disposte in modo alternato.
Le infiorescenze formate da capolini sia sessili che pedicellati sono terminali sia sui rami principali che su quelli secondari, e sono del tipo tirsoide, corimboso o pseudospicate. I capolini sono formati da un involucro composto da diverse squame disposte in modo sub-embricato al cui interno un ricettacolo fa da base ai fiori tutti tubulosi. Le squame sono poche (vedi tabella), persistenti e disposte su 2 - 5 serie con altezze scalate. Il ricettacolo è piatto o leggermente convesso, glabro e privo di pagliette (o con poche pagliette) a protezione della base dei fiori.
I fiori sono tetra-ciclici (con quattro verticilli: calice – corolla – androceo – gineceo) e pentameri (ogni verticillo è composto da cinque elementi). Sono inoltre actinomorfi e ermafroditi. I fiori per capolino variano da 4 fino a 80 (vedi tabella).

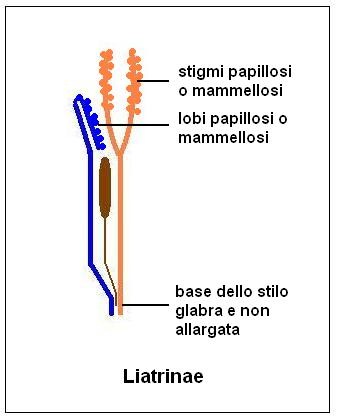
Sezione del fiore

Formula fiorale: per queste piante viene indicata la seguente formula fiorale:
* K 0/5, C (5), A (5), G (2), infero, achenio
I sepali del calice sono ridotti ad una coroncina di squame.
Le corolle hanno una forma ad imbuto. I lobi sono da corto-triangolari a lineare-oblunghi con superfici interne mammellose o papillose. Il colore è rosa, porporino, lavanda, blu o bianco.
L'androceo è formato da 5 stami con filamenti liberi e antere saldate in un manicotto circondante lo stilo. Le appendici apicali delle antere sono più lunghe che larghe, spesso troncate o retuse all'apice.
Il gineceo ha un ovario uniloculare infero formato da due carpelli.. La base dello stilo non è allargata ed è glabra. I bracci dello stilo (stigmi) sono filiformi o lineari e non si allargano nella parte terminale. La superficie è densamente mammellosa o cosparsa da piccole papille. Le linee stigmatiche sono marginali.
I frutti sono degli acheni con pappo. La forma dell'achenio è prismatica con 8 – 10 coste (raramente solo 5 coste). Normalmente la superficie è setolosa con setole divise fin dalla base (in Hartwrightia la superficie è ghiandolosa). Il carpoforo è indistinguibile. Il pappo è formato da poche, capillari, barbate o piumose setole disposte su 1 – 3 serie con (o senza) cellule puntiformi apicali.

### Struttura dei fiori
La tabella indica per ogni genere il numero di squame (e su quante serie sono disposte) dell'involucro, il numero di fiori dell'infiorescenza e la struttura del pappo.
| Genere       | No. squame | No. serie squame | No. fiori | Pappo                                    |
| ------------ | ---------- | ---------------- | --------- | ---------------------------------------- |
| Carphephorus | 15 - 40    | 3 - 5            | 12 - 35   | 35 - 40 setole barbate su 2 - 3 serie    |
| Garberia     | circa 15   | circa 3          | 5         | 60 - 70 setole barbate su 2 - 3 serie    |
| Hartwrightia | 12 - 15    |                  | 7 - 10    | (assente)                                |
| Liatris      | 20 - 25    | 3 - 5            | 3 - 80    | 12 - 40 setole piumose su 1 - 2 serie    |
| Litrisa      | 5 - 10     | 2 - 3            | 5 - 10    | circa 35 setole barbate su circa 2 serie |
| Trilisa      | 6 - 12     | circa 2          | 4 - 10    | poche setole (circa 3 - 5) uniseriate    |

## Biologia
- Impollinazione: l'impollinazione avviene tramite insetti (impollinazione entomogama).
- Riproduzione: la fecondazione avviene fondamentalmente tramite l'impollinazione dei fiori (vedi sopra).
- Dispersione: i semi cadendo a terra (dopo essere stati trasportati per alcuni metri dal vento per merito del pappo, se presente – disseminazione anemocora) sono successivamente dispersi soprattutto da insetti tipo formiche (disseminazione mirmecoria).

## Distribuzione e habitat
Le specie della sottotribù sono distribuite principalmente nell'America del Nord. Nell'elenco sottostante sono indicate le distribuzioni dei vari generi della sottotribù.

## Tassonomia
La famiglia di appartenenza di questo gruppo (Asteraceae o Compositae, nomen conservandum) è la più numerosa del mondo vegetale, comprende oltre 23000 specie distribuite su 1535 generi (22750 specie e 1530 generi secondo altre fonti). La sottofamiglia Asteroideae è una delle 12 sottofamiglie nella quale è stata suddivisa la famiglia Asteraceae, mentre Eupatorieae è una delle 21 tribù della sottofamiglia. La tribù Eupatorieae a sua volta è suddivisa in 17 sottotribù (Liatrinae è una di queste)

### Filogenesi

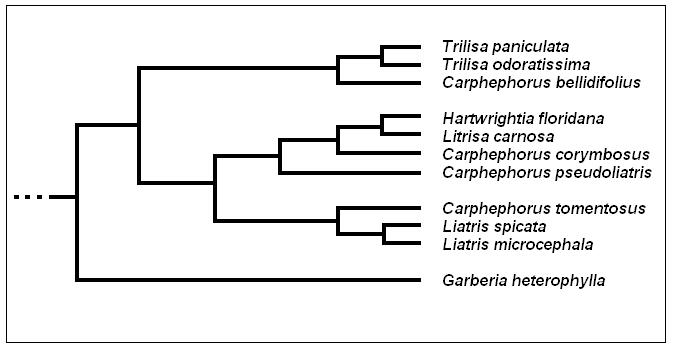
Cladogramma della sottotribù

I caratteri più specifici delle piante di questo gruppo sono:
- la base dello stilo glabra;
- la formazione di rosette basali delle giovani foglie;
- le infiorescenze di tipo spiciforme (Liatris) che sembrano essere uniche nella famiglia delle Asteraceae.

Analisi di tipo filogenetico sul DNA dei plastidi (e altri tipi di analisi simili) confermano fortemente la monofilia della sottotribù. Le stesse analisi indicano che il genere Garberia è “basale” (gruppo più antico) rispetto al resto della sottotribù e quindi viene confermata la sua inclusione nelle Liatrinae. Viene inoltre confermato l'inserimento del genere Hartwrightia che insieme al genere Litrisa potrebbero avere una comune origine ibrida. Inoltre si evidenzia la parafilia del genere Carphephorus. Tuttavia dalle analisi emergono ancora molte incongruenze che creano diversi dubbi sulla attuale circoscrizione della sottotribù. I problemi maggiori si hanno a causa di complesse divergenze evolutive e di svariate reticolazioni ibride.

Il cladogramma (a lato) tratto dallo studio citato e semplificato (basato sui dati del DNA dei plastidi di alcune specie della sottotribù) evidenzia chiaramente sia Garberia come “gruppo basale”, che la parafilia del genere Carphephorus.

### Composizione della sottotribù
La sottotribù Liatrinae comprende 6 generi e 50 specie:
| Genere                                  | N. specie                                            | Distribuzione         |
| --------------------------------------- | ---------------------------------------------------- | --------------------- |
| Carphephorus Cass., 1816                | 4 spp.                                               | USA                   |
| Garberia A. Gray, 1879                  | 1 sp. (G. heterophylla (Bartram) Merr. & F. Harper ) | USA                   |
| Hartwrightia A. Gray ex S. Watson, 1888 | 1 sp. (H. floridana A. Gray ex S. Watson )           | USA                   |
| Liatris Gaertn. ex Schreber, 1791       | 41 spp.                                              | Canada, USA e Messico |
| Litrisa Small, 1924                     | 1 sp. (L. carnosa Small )                            | USA                   |
| Trilisa (Cass.) Cass., 1827             | 2 spp.                                               | USA                   |

### Chiave per i generi
Per meglio comprendere ed individuare i vari generi della sottotribù l'elenco seguente utilizza il sistema delle chiavi analitiche:
- Gruppo 1A: il pappo è assente; gli acheni sono dotati di 5 coste con pareti ghiandolose (non setolose):

genere Hartwrightia
- Gruppo 1B: il pappo è formato da setole capillari; gli acheni sono dotati di 8 - 10 coste con superficie da poco a tanto setolosa.

- Gruppo 2A: l'habitus delle piante è arbustivo; la dimensione delle foglie superiori sono poco ridotte rispetto a quelle basali; il pappo è formato da 60 – 70 setole barbate disposte su più serie, quelle delle serie esterne sono più corte e più snelle;

genere Garberia
- Gruppo 2B: l'habitus delle piante è formato da erbe erette perenni con rosette basali (almeno nelle prime fasi dello sviluppo); le foglie superiori sono progressivamente più piccole; il pappo è formato da 12 – 40 setole barbate o da sub-piumose a piumose;

- Gruppo 3A: il pappo è formato da setole da sub-piumose a piumose; le infiorescenze sono spicate o racemose; i ricettacoli sono privi di pagliette; la parte interna della corolla spesso è pubescente; i lobi della corolla sono da strettamente lanceolati a lineare-oblunghi; le radici delle piante penetrano in profondità;

genere Liatris
- Gruppo 3B: il pappo è formato da setole barbate; le infiorescenze sono corimbose o tirsoidi; il ricettacolo è provvisto di pagliette (spesso sono poche); la parte interna della corolla è glabra; i lobi della corolla hanno una forma da triangolare a oblunga; le piante sono provviste di radici fibrose;

- Gruppo 4A: le setole del pappo sono disposte su una sola serie; le appendici apicali delle antere sono da ottuse ad arrotondate;

genere Trilisia
- Gruppo 4B: le setole del pappo sono disposte più o meno su due serie; le appendici apicali delle antere sono distintamente retuse;

- Gruppo 5A: le squame dell'involucro sono da 15 a 40 disposte su 3 – 4 serie in modo embricato; gli acheni sono densamente setolosi; i fiori per capolino sono 12 – 35;

genere Carphephorus
- Gruppo 5B: le squame dell'involucro sono da 5 a 10 disposte su 2 – 3 serie e liberamente sovrapposte; gli acheni sono sparsamente provvisti di corte setole e cosparsi di ghiandole puntate (da moderatamente a densamente); i fiori per capolino sono da 5 a 10;

genere Litrisa

## Alcune specie

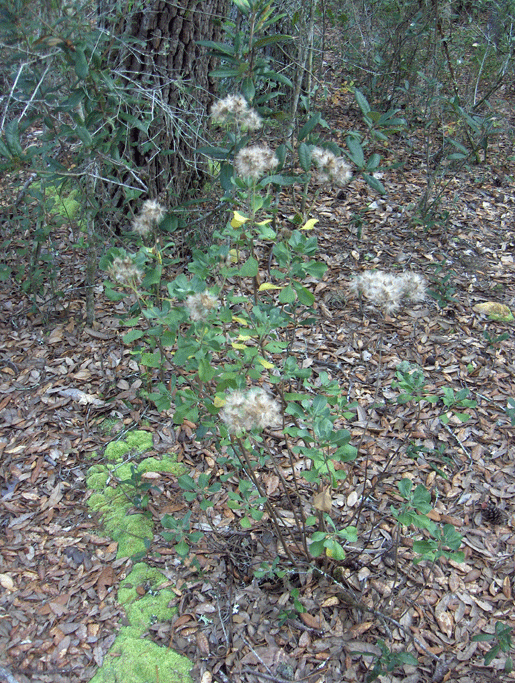
Garberia heterophylla
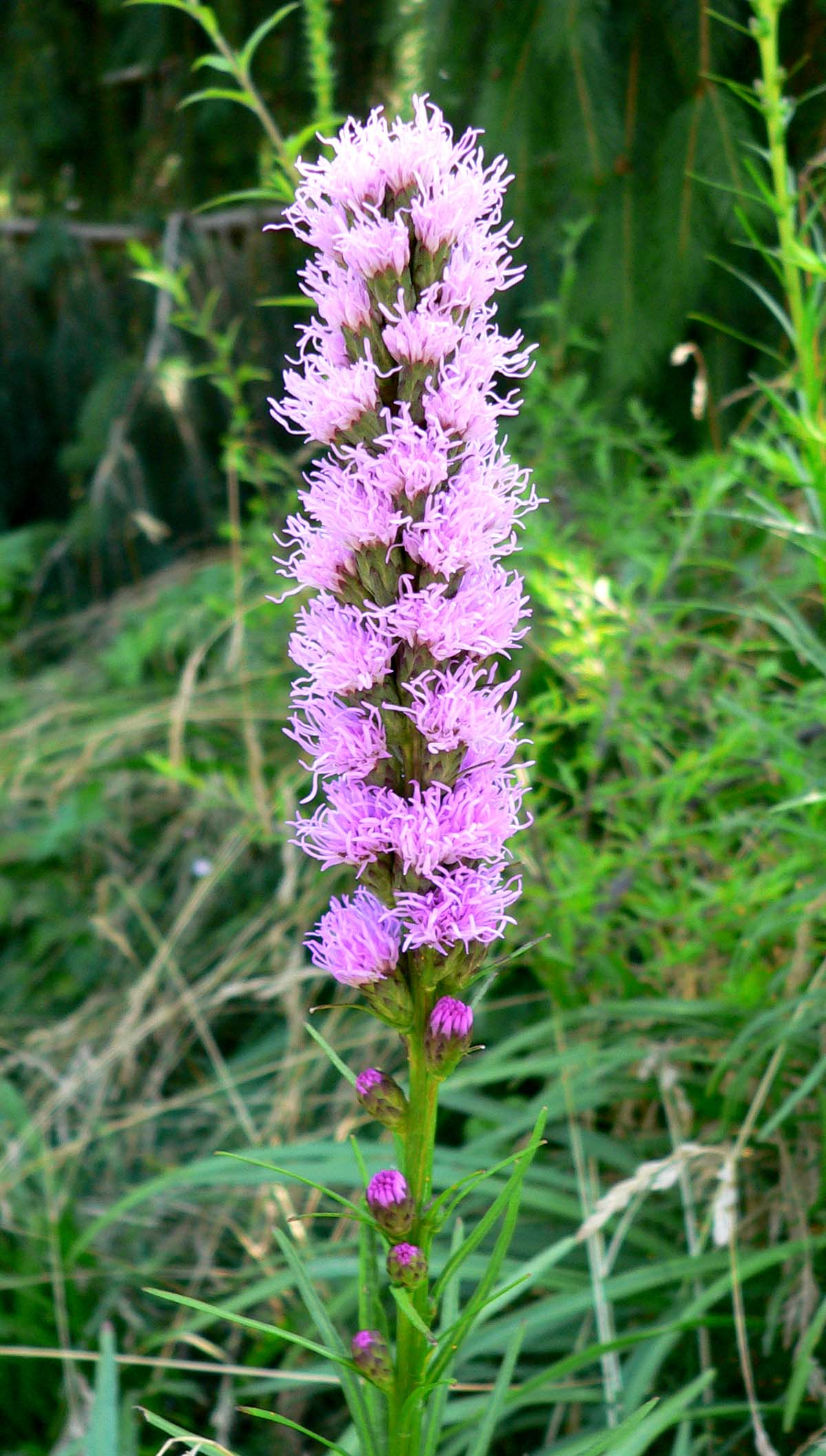
Liatris spicata
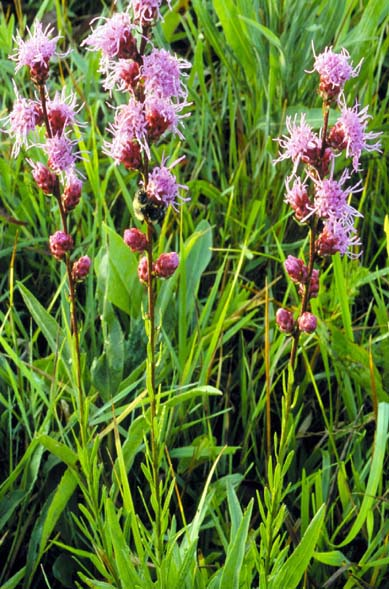
Liatris aspera
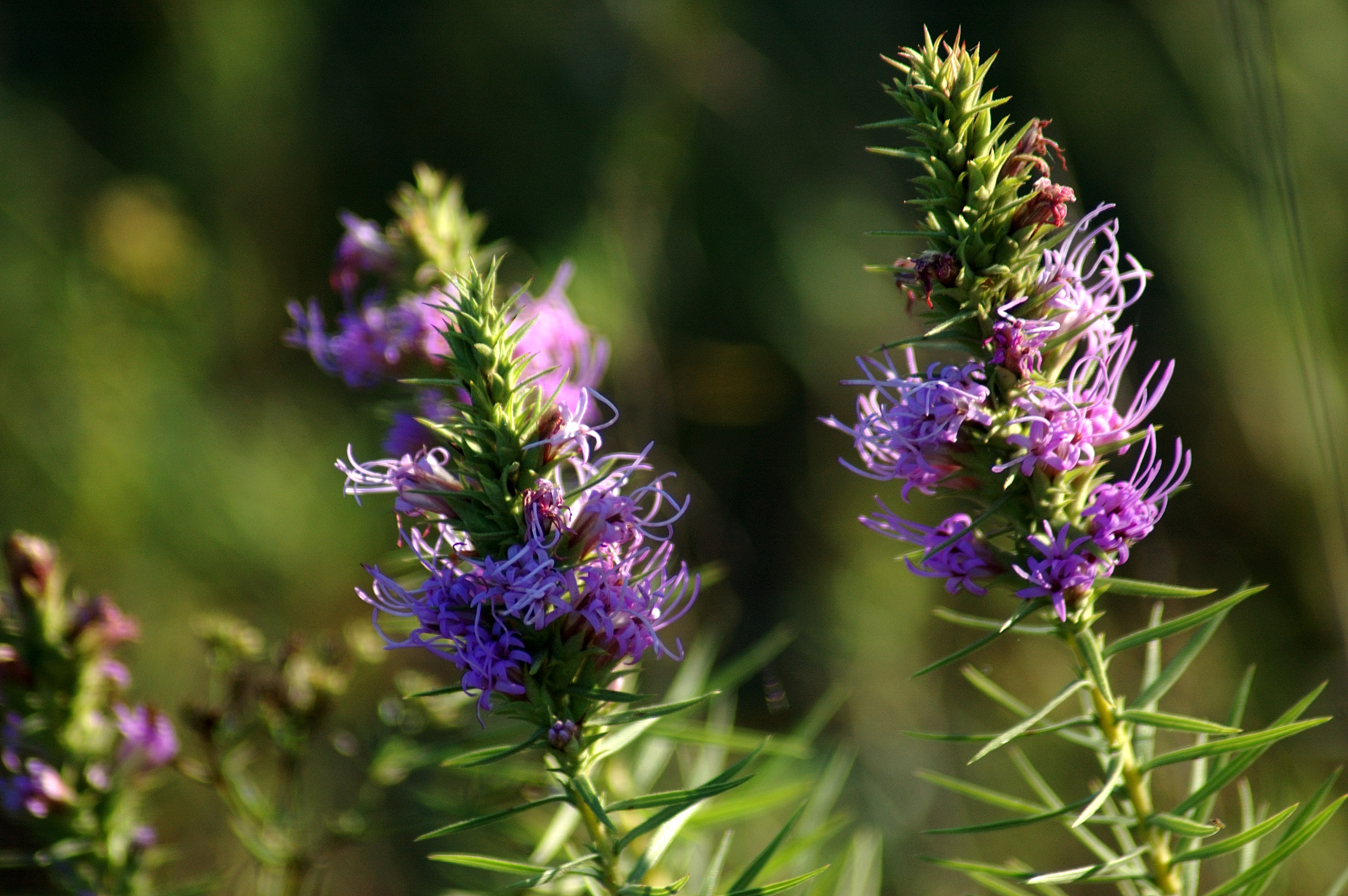
Liatris glandulosa
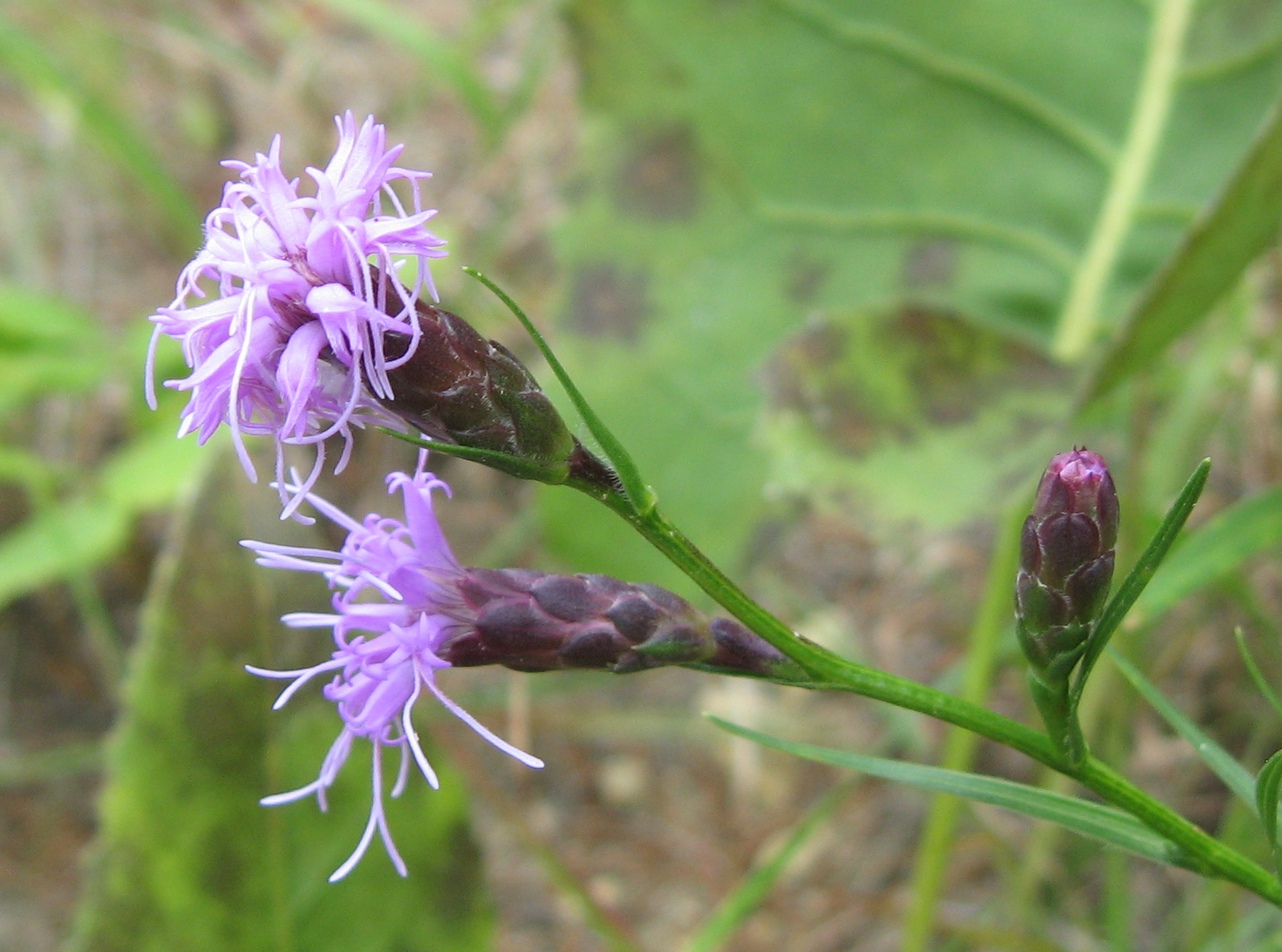
Liatris cylindracea